# Catrin Stewart
Catrin Stewart (29 de enero de 1988) es una actriz británica que ha trabajado en papeles en televisión. Es conocida por su papel de Emma en la serie británica Stella y por el papel de Jenny Flint en Doctor Who.

## Filmografía
| Año  | Título              | Papel       | Notas              |
| ---- | ------------------- | ----------- | ------------------ |
| 2003 | Hearts of Gold      | Maud Powell | Telefilme          |
| 2006 | Crusade in Jeans    | Cecile      |                    |
| 2010 | On a Knife Edge     | Laura       | Telefilme          |
| 2012 | Frail               | Chloe       |                    |
| 2012 | Vastra Investigates | Jenny Flint | "Minisodio online" |
| 2016 | Y Llyfrgell         | Ana / Nan   |                    |

| Año             | Título     | Papel              | Notas |
| --------------- | ---------- | ------------------ | --- |
| 2007            | Casualty   | Michelle Stevenson | 1 episodio                                                                                                |
| 2010-2011       | Misfits    | Lily               | 2 episodios                                                                                               |
| 2011-2013       | Doctor Who | Jenny Flint        | 4 episodios: Un hombre bueno va a la guerra Los hombres de nieve El horror escarlata El nombre del Doctor |
| 2012-actualidad | Stella     | Emma Morris        | Temporada 1-actualidad (Reparto principal)                                                                |

| Año  | Título  | Papel | Notas |
| ---- | ------- | ----- | ----- |
| 2013 | Longing |       |       |